# Umba
För andra betydelser, se Umba (olika betydelser).
Umba (ryska: Умба) är en stad i Murmansk oblast i Ryssland. Staden ligger på Kolahalvön vid floden Umba. Folkmängden uppgår till cirka 5 000 invånare.

## Historia
Umba var tillsammans med Varzuga de första fasta bosättningarna på Kolahalvön. Umba finns dokumenterat i skrift redan 1466. Under andra halvan av 1400-talet blev Umba säte för volosten Umbskaja volost.